# UFO2Extraterrestrials: Battle for Mercury
UFO2Extraterrestrials: Battle for Mercury (русск. UFO2Extraterrestrials: Битва за Меркурий) — продолжение компьютерной игры 2007 года UFO: Extraterrestrials (в России известной как UFO: Extraterrestrials. Последняя надежда). Изначально называлась UFO2Extraterrestrials: Shadows over Earth.

Значительное воздействие на создание игры послужила игра UFO: Enemy Unknown (X-COM: UFO Defense). 
"Мы пытаемся создать игру UFO2Extraterrestrials: Битва за Меркурий, которая продолжит с того места, где остановились оригинальный X-COM: UFO Defense и UFO: Extraterrestrials. Мы поклоняемся братьям Голлоп за разработку X-COM: UFO Defense, выпущенную Microprose".

## Разработка
Разработка игры началась с 2009 года, в сентябре 2009 года компания Chaos Concept представила новый веб-сайт, объявив приквел игры UFO: Extraterrestrials под названием UFO2Extraterrestrials: Shadows over Earth (русск. UFO2Extraterrestrials: тени на Земле).
Некоторые из анонсированных улучшений в игре включают динамическое освещение (ночные миссии в комплекте с необходимостью источников света), и военно-морские силы в Geoscape фазе игры (например, тяжелые авианосцы / крейсеры, которые могут запускать бойцов и защищать от НЛО).
После долгих задержек с датой выхода (в 2011 году игра была отложена для улучшения разработчиками тактических боёв и добавления новых видов техники по просьбам игроков), Chaos Concept анонсировала новую дату выпуска на 2 квартал 2013 года, а игра была переименована в UFO2Extraterrestrials: Battle for Mercury (русск. UFO2Extraterrestrials: Битва за Меркурий). После задержки дата выхода перенесена на 3 квартал 2014 года. Но даже в 2016 году разработчики не успели сделать игру, перенеся её на неопределённое время. Осенью 2018 года на официальном сайте отображена информация о выходе игры до конца года, в следующем, 2019 году, это сообщение было повторено, а затем объявлено о выпуске в мае, а потом в сентябре 2020 года, однако в обозначенный срок не была выпущена. По состоянию на февраль 2021 года, на официальном сайте всё также было объявление о выходе игры в сентябре прошлого, 2020 года. В начале марта появилось очередное объявление, на этот раз о выходе игры весной 2021 года. В самом конце весны, 30-х числах мая 2021 года, появилась страница игры на Steam, с уточнением о разработчика «готовности в июне». Вышла 15 июня 2021 года, после почти 12 лет разработки.